# Věra Veselá
Věra Veselá je česká choreografka, profesorka tance a pohybové výchovy na Pražské konzervatoři, umělecká vedoucí a zakladatelka souboru Pop Balet, známého též jako Pop Balet Věry Veselé.

## Jazzgymnastika a Chrudimské taneční studio
Po maturitě na Střední zdravotní škole v oboru rehabilitace nastoupila Věra Veselá na rehabilitační kliniku prof. Jandy v Praze na Vinohradech, kde se seznámila s moderní naukou o pohybu. Během pobytu v Praze poznala tehdy novou formu cvičení na hudbu, která byla později známá jako jazzgymnastika. Po roce na klinice přichází do Chrudimi, kde spolu se svým manželem, primářem rehabilitačního oddělení v nemocnici, propaguje nové formy masového cvičení v prevenci civilizačních nemocí. Vede kurzy jazzgymnastiky, které se rychle rozšiřují, a z pohybově nadaných absolventek zakládá svůj první taneční soubor. Ohlas u diváků i úspěchy v regionálních tanečních soutěží vedly k tomu, že v roce 1977 na podzim zakládá nový taneční soubor – Chrudimské taneční studio, do kterého přijímá mladé zájemce o tanec. Znalosti z rehabilitační praxe, vlastní choreografické cítění a systematická a racionální pohybová a taneční průprava mladých tanečníků byly příčinou úspěchů.

## Od Chrudimského tanečního studia k Pop Baletu
Rok po založení soubor získává cenu na Národní přehlídce v předtančení a v letech 1980, 81 a 82 i hlavní ceny na Festivalu tance v Ústí nad Labem. V této době Věra publikuje vlastní metodiku pohybové průpravy pro cvičitelky a působí jako lektorka tance a pohybové výchovy na festivalu Mladá píseň v Jihlavě. V roce 1981 absolvuje v oboru moderního scénického tance na Středočeské konzervatoři. V roce 1983 její soubor zazářil v televizním pořadu Dva z jednoho města z Pardubic v režii Jaromíra Vašty a v následujících dvou letech Věra Veselá se stává „dvorní“ choreografkou v jeho zábavních pořadech. Spolupracovala i s dalšími režiséry a scenáristy, dojíždí i do Ostravy a choreografuje zábavné pořady a dětský muzikál s režisérem Zdeňkem Havlíčkem. Na podzim roku 1983 uvádí v divadle v Chrudimi československou premiéru taneční koláže Abeceda vytvořené na verše Vítězslava Nezvala a hudbu Jindřicha Brabce. Úspěchy a publicita s nimi spojená byly příčinou zášti tehdejších mocných orgánů a po sérii likvidačních opatření ze strany odborových (ROH) a především stranických (OV KSČ) orgánů byla Věra Veselá s rodinou nucena odejít z Chrudimi do Prahy. Soubor ji následoval a po čase profesionalizoval jako Pop Balet Věry Veselé.
Od roku 1990 působí jako profesorka tance a pohybové výchovy na oddělení populární hudby a později i na hereckém oddělení Pražské konzervatoře.